# 楊宗哲
楊宗哲，中華民國政治人物，曾任中華民國立法委員。 

## 學歷
- 高中畢業
- 東海大學企管研究班進修

## 經歷
- 彰化縣機車公會理事長
- 彰化縣機踏車職業工會常務理事
- 彰化縣野鳥學會常務理事
- 彰化縣消防局義勇消防第三大隊大隊長
- 彰化縣籃委會主任委員
- 彰化縣大地保護協會顧問
- 彰化縣盲人協會顧問
- 彰化縣啟智協會顧問
- 彰化縣溪湖社教站召集人
- 彰化縣第12.13屆縣議員
- 彰化縣第13.14屆溪湖鎮鎮長
- 中華民國第6屆立法委員

## 外部連結
- 立法院 （页面存档备份，存于）